# Wigstaartwouw
De wigstaartwouw of fluitwouw (Haliastur sphenurus) is een roofvogel uit de familie havikachtigen (Accipitridae). Deze soort is verwant aan de Brahmaanse wouw (Haliastur indus).

## Kenmerken
De lengte van de wigstaartwouw is 50 tot 60 cm en de vleugelspanwijdte bedraagt 123 tot 146 cm. Het verenkleed is kastanjebruin tot zwartbruin van kleur met een lichtbruine kop, borst en staart. De wigstaartwouw onderscheidt zich door het rechte staartuiteinde van de zwarte wouw (Milvus migrans), die een gevorkte staart heeft.

## Voedsel
De wigstaartwouw is zowel een aaseter als een actieve jager op kleine prooidieren als grote insecten, vissen, en kleine reptielen, vogels en zoogdieren. Van deze roofvogel is bekend dat hij grote watervogels als ibissen en reigers berooft van hun prooi.

## Verspreiding en leefgebied
De wigstaartwouw leeft in Australië, Nieuw-Caledonië en Nieuw-Guinea. Deze roofvogel komt in Australië in vrijwel het gehele land voor, delen het woestijngebied in het midden uitgezonderd. Op Nieuw-Guinea ontbreekt de wigstaartwouw in de berggebieden en het noordwesten. Het leefgebied van de wigstaartwouw bestaat uit open en lichtbeboste gebieden, over het algemeen in de nabijheid van water.

## Status
De wigstaartwouw heeft een enorm groot verspreidingsgebied en daardoor alleen al is de kans op uitsterven uiterst gering. De grootte van de populatie is niet gekwantificeerd, maar gaat in aantal achteruit. Echter, de aantalsvermindering ligt onder de 30% in tien jaar (minder dan 3,5% per jaar). Om deze redenen staat deze wouw als niet bedreigd op de Rode Lijst van de IUCN.